# Podgorje Bistričko
Podgorje Bistričko est un village de la municipalité de Marija Bistrica (comitat de Krapina-Zagorje) en Croatie. Au recensement de 2011, le village comptait 904 habitants.